# 博韋宮

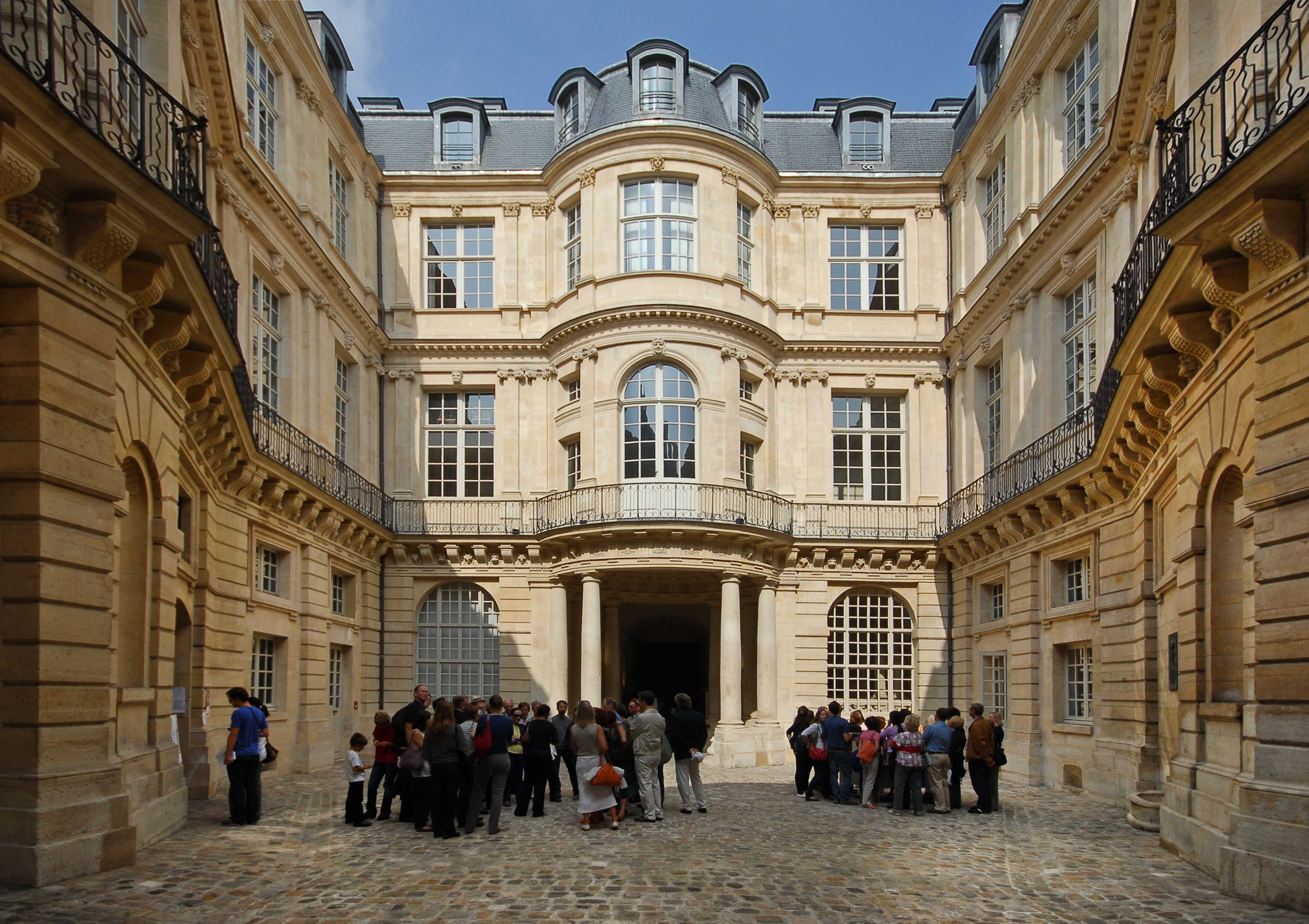

博韋宮（法語：Hôtel de Beauvais）是位於法國巴黎的一座建築。這座建築始建於1657年，是一座典型的法式巴洛克建築。現在這座建築是巴黎行政上訴法院的所在地。